# Christian Frederik von Lützow
Christian Frederik von Lützow (født 23. oktober 1701, død 24. januar 1759) var en dansk godsejer og officer, bror til Charles Æmilius von Lützow.
Han var søn af stiftamtmand Henning Ulrich von Lützow og Anna Magdalene von Hardenberg og ejede Søholt, Ulriksdal og Sædingegård på Lolland. Han steg til generalmajor. Fra 19. januar 1752 var han chef for Sjællandske nationale Fodregiment.
Lützow var gift med Anna Sophie von Holsten (4. oktober 1722 på Holstenshuus – 27. januar 1782 i Fuglse Sogn) . Hans datter Anna Magdalene Sophie von Lützow (1745-1782) blev 19. september 1760 gift med Godske Hans von Krogh, som arvede Søholt.